# Troféu HQ Mix
Troféu HQ Mix is een Braziliaanse comics-onderscheiding. De prijs werd in 1989 gecreëerd door João Gualberto Costa (Gual) en José Alberto Lovetro (Jal), leden van de vereniging van de Braziliaanse cartoonisten.
De naam verwijst naar de tv-serie over comics die Gual en Jal in de jaren tachtig hadden: "HQ" is de afkorting van "História em Quadrinhos" ("Comics" in het Braziliaans-Portugees) en "Mix" komt van de naam van de show ("TV Mix 4").